# Сядристый, Андрей Игоревич
Андре́й И́горевич Сядри́стый (укр. Андрій Ігорович Сядристий, позывной — Буян; 16 марта 1991, Богуславка — 28 октября 2023, Работино) — украинский военнослужащий, младший лейтенант, участник российско-украинской войны. Герой Украины (23 августа 2024, посмертно).

## Биография
Родился и вырос в селе Богуславка в Харьковской области. Проживал в Боровской общине Изюмского района.
Защищать Украину пошёл в 2014 году.
Во время российского вторжения в Украину служил командиром взвода разведки специального назначения в составе 3-й бригады оперативного назначения Национальной гвардии Украины.
Защищал Луганскую область, Харьков, освобождал оккупированные россиянами территории, воевал в районе Майорска, на Бахмутском направлении.
С июля 2023 года вместе со своими сослуживцами выполнял боевые задания на Запорожском направлении. В районе села Работино он активно участвовал в защите позиций, уничтожая вражескую технику и солдат противника, и спас жизнь не одному своему сослуживцу.
28 ноября 2023 года, по заявлениям украинских СМИ, во время очередной попытки российских войск штурмовать опорный пункт, Седристый в ходе боя уничтожил боевую машину пехоты врага и ликвидировал девять российских военных. Кроме того, оказал помощь двум раненым побратимам и эвакуировал их с поля боя. Возвращаясь назад, его автомобиль был поражен из вражеского противотанкового ракетного комплекса. Седристый получил смертельные ранения.
Остались жена, маленький сын и родители.
Похоронен на Аллее Славы в Харькове 2 ноября 2023 года.

## Награды
- Звание «Герой Украины» с удостоением ордена «Золотая Звезда» (25 марта 2024, посмертно) — за личное мужество и героизм, проявленные в защите государственного суверенитета и территориальной целостности Украины, верность военной присяге[3].